# Welsenhof
Welsenhof ist Ortsteil des Marktes Floß im Bezirk Oberpfalz im Landkreis Neustadt an der Waldnaab.

## Geographische Lage
Der Weiler Welsenhof liegt ungefähr vier Kilometer südwestlich von Floß am Südhang des 511 Meter hohen Bühl auf dem Nordufer des Elzenbaches.

## Geschichte

### 13. bis 16. Jahrhundert
Welsenhof (auch: Wellsenhof, Kelssenhofe, Welchsenhoff) wurde im niederbayerischen Salbuch aufgeführt.
In Welsendorf wurde ein Hof verzeichnet. Seine Bewohner mussten jährlich 1 Schwein, 2 mutt Korn (Roggen), 5 mutt Hafer, 1 mutt Hopfen Abgaben zahlen.
Dieses Salbuch stammt aus der Zeit zwischen 1269 und 1320.
In diesem Verzeichnis wurden folgende zu Floß gehörigen Ortschaften genannt:
Bergnetsreuth, Boxdorf, Diepoltsreuth, Ellenbach, Gösen, Grafenreuth, Hardt, Haupertsreuth, Kalmreuth, Niedernfloß, Oberndorf, Pauschendorf, Ritzlersreuth, Schlattein, Schönberg, Weikersmühle, Welsenhof, Würnreuth, Würzelbrunn.
Welsenhof wurde auch im Böhmischen Salbüchlein genannt.
Seine Bewohner mussten jährlich 8 mutt Korn Abgaben zahlen.
Das Böhmische Salbüchlein enthielt Aufzeichnungen aus der Zeit von 1366 bis 1373 für alle Ortschaften, die im oben zitierten niederbayerischen Salbuch genannt wurden und zusätzlich Plankenhammer als hamer zu Mekenhofen.
Welsenhof ist im Salbuch von 1416/1440 verzeichnet.
Es wurden die folgenden 2 Bauernfamilien in Welsenhof genannt: Penndtner, Mair.
Beide Bauern mussten Nachzill zur Verfügung stellen.
Als Scharwerkdienste mussten sie ackern, holzrücken, düngen, Mist laden wenn darum gebeten wurde.
Die Abgaben für die 2 Bauernhöfe zusammen betrugen im Jahr 3 Achtl Korn, 3 Achtl Hafer, 8 Käse, 60 Eier, 1 Schwein, 11 Achtl Hopfen, 1 Huhn.
Bargeld musste von den 2 Bauern zusammen zu Walburgi 1 Pfund 4 Schilling 38 Pfennig und zu Michelstag 1 Pfund 4 Schilling gezahlt werden.
Dieses Salbuch, mit Informationen über die zu Floß gehörenden Ortschaften stammt aus der Zeit 1416 bis 1440.
In ihm erschienen folgende zu Floß gehörende Ortschaften, wie in den beiden älteren Salbüchern:
Bergnetsreuth, Boxdorf, Diepoltsreuth, Ellenbach, Gösen, Grafenreuth, Hardt, Haupertsreuth, Niedernfloß, Oberndorf, Pauschendorf, Ritzlersreuth, Schlattein, Schönberg, Welsenhof, Würnreuth, Würzelbrunn.
Es fehlten: Kalmreuth, Plankenhammer, Weikersmühle.
Hinzu kamen: Fehrsdorf, Gailertsreuth, Konradsreuth, Meierhof, Wilkershof.
In einem Verzeichnis der Mannschaften um das Jahr 1559 wurden die folgenden zu Floß gehörigen Ortschaften aufgeführt:
Bergnetsreuth, Boxdorf, Diebersreuth, Diepoltsreuth, Ellenbach, Fehrsdorf, Gailertsreuth, Gösen, Grafenreuth, Hardt, Haupertsreuth, Höfen, Konradsreuth, Meierhof, Niedernfloß, Oberndorf, Pauschendorf, Plankenhammer, Ritzlersreuth, Schnepfenhof, Schönberg, Steinfrankenreuth, Weikersmühle, Welsenhof, Wilkershof, Würnreuth, Würzelbrunn.
Für Welsenhof wurden zwei Mannschaften verzeichnet:
Thomas Kraus, Veyt Fuchs.

### 17. Jahrhundert
Während des Dreißigjährigen Krieges zogen in den Jahren 1620 und 1621 die Mansfeldischen Soldaten durch Welsenhof.
Dabei raubten sie den Bauern Geld, Vieh, Getreide, Lebensmittel, Kleidung, Wäsche, Betten, kupferne Pfannen und Töpfe, Werkzeuge, Waffen usw., fischten die Weiher ab und verbrannten und zerstörten die Bauernhöfe.
An Vieh verlor Welsenhof dabei 2 Pferde, 5 Ochsen, 5 Kühe, 7 Jungrinder, 12 Schafe, 10 Lämmer, 1 Ziege.
Eine Schadensaufstellung für Welsenhof aus dem Jahr 1621 ergab einen Schaden von insgesamt 313 Gulden und 30 Kreuzer.
Im Hof der Friedrichsburg in Vohenstrauß fand 1650 die Erbhuldigung gegenüber Pfalzgraf von Pfalz-Sulzbach Christian August statt.
Welsenhof erscheint auf der Huldigungsliste mit den 2 Hofbesitzern:
Linhardt Franckh, Hannß Greiner.
Im Jahr 1652 wird Welsenhof beschrieben mit 2 Halbhöfen.
Seine Einwohner zu dieser Zeit waren 2 Ehepaare mit 7 Kindern.
Das Vieh bestand aus 4 Ochsen, 4 Kühen, 7 Jungrindern, 6 Schweinen.

### 18. Jahrhundert bis Gegenwart
Eine Beschreibung des Fürstlichen Pflegamtes Floßerbürg aus dem Jahr 1704 verzeichnete für
Welsenhof 2 Mannschaften, 1 Hof.
In einer historisch-statistischen Beschreibung des Pflegamtes Floß von 1794 wurden aufgeführt für
Welsenhof 2 Bauern, 1 Hirt, insgesamt 20 Einwohner.
Um 1800 hatte Welsenhof 5 Häuser und 32 Einwohner.
Welsenhof gehörte zum Steuerdistrikt und zur Ruralgemeinde Bergnetsreuth, die Anfang des 19. Jahrhunderts gebildet worden war.
Zum Steuerdistrikt Bergnetsreuth gehörten außer Bergnetsreuth mit seiner Mühle noch die Weiler Fehrsdorf, Pauschendorf, und Welsenhof und die Einöde Wilkershof.
Der Steuerdistrikt Bergnetsreuth hatte insgesamt 190 Einwohner und 19 Wohngebäude.
Die Ortschaft Welsenhof hatte 1817 41 Einwohner und 5 Wohngebäude, 1861 42 Einwohner und 1961 24 Einwohner und 5 Wohngebäude.
Am 1. Januar 1972 wurde die Gemeinde Bergnetsreuth und damit auch Welsenhof in den Markt Floß eingegliedert.

## Hausnamen
- Siederbauer: Welsenhof 6, Welsenhof lag inmitten ausgedehnter Waldgebiete, die Vorfahren waren Pechsieder.[20]